# Vitreoretinopathie
Die Vitreoretinopathie ist eine Erkrankung sowohl des Glaskörpers (Vitreopathie) als auch der Netzhaut (Retinopathie). Sie kann erblich sein, bei Diabetes mellitus, nach Verletzungen, Operationen oder idiopathisch auftreten. Die Erkrankung kann zu einer Netzhautablösung mit Verlust des Sehvermögens führen.

## Einteilung
Folgende Formen können unterschieden werden:

## Proliferative Vitreoretinopathie
Die Proliferative Vitreoretinopathie ist eine erworbene Form, die als Narbenreaktion des Glaskörpers mit Membranbildung angesehen werden kann.

## Erbliche Vitreoretinopathien
Die medizinische Datenbank Orphanet nimmt folgende Klassifikation vor:
- Isolierte Formen[5]
  - Morbus Coats
  - Goldmann-Favre-Syndrom
  - Persistierender hyperplastischer primärer Vitreus
  - FEVR, Synonyme: Familiäre exsudative Vitreoretinopathie; Criswick-Schepens-Syndrom
  - Schneeflocken-Vitreoretinopathie[6]
  - ADVIRC, Synonym: Autosomal-dominante Vitreoretinochroidopathie[7]
  - ADNIV, Synonym: Autosomal-dominante neovaskuläre inflammatorische Vitreoretinopathie[8]
  - Wagner-Krankheit, Synonyme: Vitreoretinopathie, VCAN-abhängige; Degeneration, vitreoretinale, Typ Wagner; Wagner-Syndrom
- Syndromale Formen[9]
  - Coats-plus-Syndrom, Synonyme: CRMCC; Zerebroretinale Mikroangiopathie mit Verkalkungen und Zysten
  - Bloch-Sulzberger-Syndrom
  - Knobloch-Syndrom, Synonyme: Knobloch-Layer-Syndrom; Netzhautablösung - okzipitale Enzephalozele
  - Norrie-Syndrom
  - Osteoporose-Pseudoglioma-Syndrom
  - Spondylo-okuläres Syndrom[10]
  - Stickler-Syndrom
  - Trisomie 13
  - Walker-Warburg-Syndrom